# Lycomorphodes granvillei
Lycomorphodes granvillei är en fjärilsart som beskrevs av Christian Gibeaux 1983. Lycomorphodes granvillei ingår i släktet Lycomorphodes och familjen björnspinnare. Inga underarter finns listade i Catalogue of Life.